# غاري دارلينغ
غاري دارلينغ (بالإنجليزية: Gary Darling)‏ هو حكم كرة قاعدة ‏ أمريكي، ولد في 9 أكتوبر 1957 في سان فرانسيسكو في الولايات المتحدة.